# Michelle Smith (modeontwerper)
Michelle Smith (1972 of 1973) is een Amerikaans modeontwerper. Van 2000 tot 2019 was ze ontwerper bij Milly, een eigentijds merk dameskleding waarvan zij een van de oprichters was. Zij ontwierp de jurk die First Lady Michelle Obama uitkoos om te dragen op haar officiële portret in de National Portrait Gallery in Washington, gemaakt door Amy Sherald.

## Jeugd
Michelle Smith wilde als kind al modeontwerper worden en volgde in de zomer kunstlessen aan het Moore College of Art and Design in Philadelphia. Na de middelbare school schreef ze zich in bij het Fashion Institute of Technology (FIT) in New York.

## Loopbaan

### Vroege carrière
Tijdens haar studie bij FIT had Smith een baan bij een Hermès-boetiek. Door een brief te schrijven aan de president van het modehuis wist ze een stage te bemachtigen in Parijs, waar ze de eerste Amerikaanse medewerker werd. Vervolgens liep ze stage bij Louis Vuitton, eveneens in Parijs, en schreef zich in aan de Franse modeschool ESMOD. Tijdens die opleiding liep ze stage bij de haute-couturestudio van Christian Dior, waar ze ontwerpen met waterverf moest illustreren: één exemplaar voor de klant en één voor het archief.
In 1996 ging ze terug naar New York en werd beginnend modeontwerper bij Gallery, een bedrijf dat outdoorkleding maakte. In 1998 stapte ze over naar het moderne merk Helen Wang. Door de hoge verkoopcijfers van haar ontwerpen voor Helen Wang raakte ze geïnteresseerd in het ontwikkelen van haar eigen kledinglijn.

### Milly
In 2000 lanceerden Smith en haar toenmalige partner Andrew Oshrin de modelijn Milly. Met een startkapitaal van 50.000 dollar van Oshrin stelden ze zich als doel in hun eerste verkoopjaar 1,2 miljoen dollar bruto-omzet te maken. De kleurrijke ontwerpen van Smith waren onmiddellijk een succes: Milly bereikte de verkoopdoelstelling binnen drie maanden en de lijn werd binnen een jaar winstgevend. De eerste winkel van het merk werd in 2011 geopend.

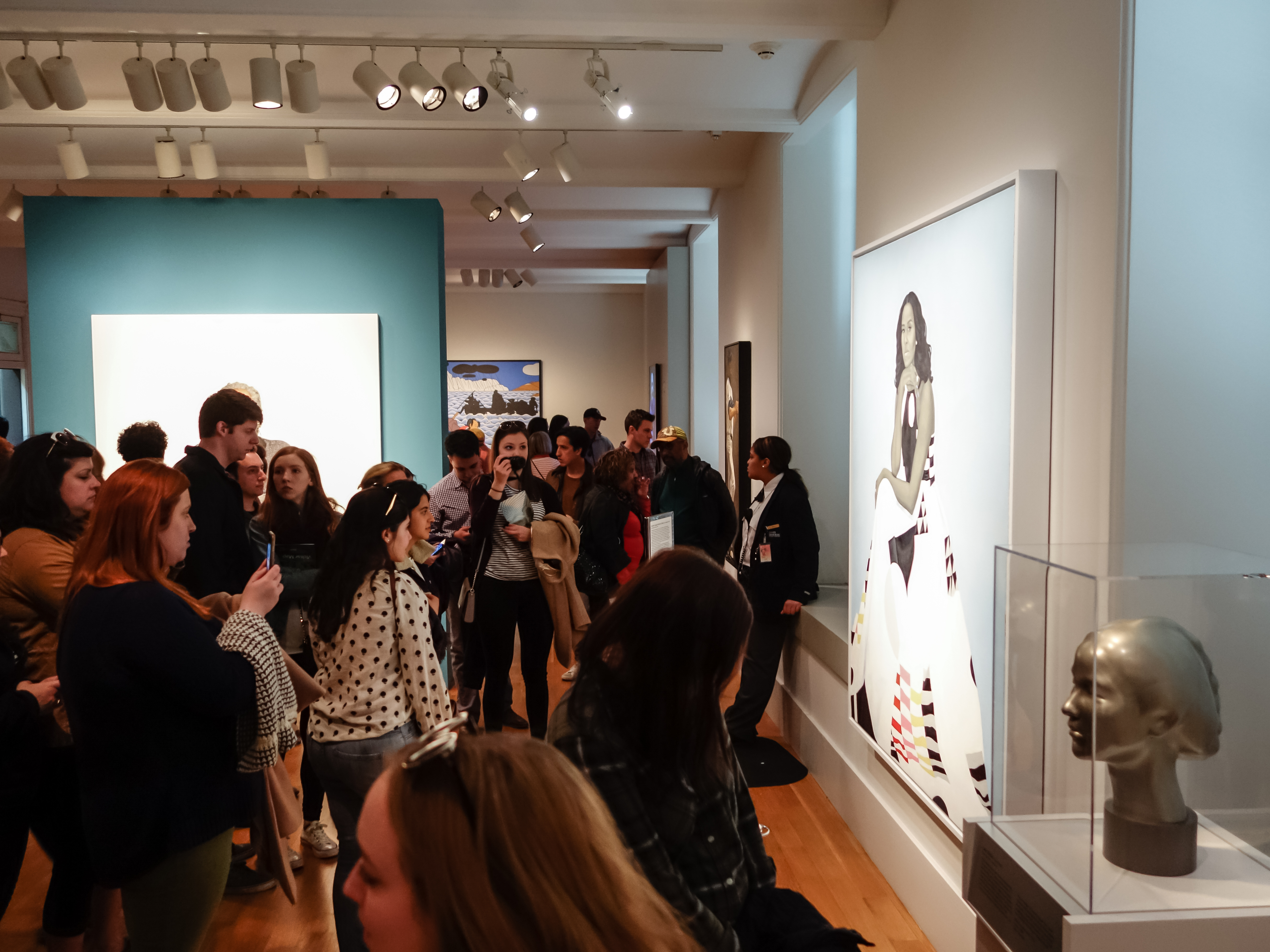
Bezoekers van de National Portrait Gallery bekijken het portret van Michelle Obama

Op het hoogtepunt maakte Milly een omzet van rond de 50 miljoen dollar per jaar. Een ontwerp uit de lentecollectie 2017 werd geselecteerd als de jurk die First Lady Michelle Obama zou dragen op haar officiële portret door Amy Sherald voor de National Portrait Gallery. Smith had eerder met Obama en haar styliste Meredith Koop samengewerkt, onder meer voor een covershoot voor Essence, en haalde de jurk uit de productie toen Koop interesse toonde, zodat het ontwerp uniek voor Obama zou blijven. Smith vond dat de jurk bij het portret paste omdat de stijl representatief was voor de manier waarop Obama zich in haar dagelijks leven kleedde; daarnaast beschouwde zij het materiaal en het ontwerp als symbolisch voor Obama's gevoeligheid in haar leven in het algemeen: "Het is gemaakt van een stretchkatoenen poplin in een strakke, minimalistische, geometrische print zonder verwijzing naar het verleden, wat de jurk een zeer vooruitstrevende gevoeligheid geeft - dit is typisch Michelle Obama." De schilder van het portret, Amy Sherald, vond daarentegen inspiratie in de historische echo's die ze zag in de kleur en het patroon van de jurk, en vond dat hij deed denken aan schilderijen van Piet Mondriaan en aan de historische quilts van de Gee's Bendgemeenschap in Alabama die afstamt van tot slaaf gemaakte Afro-Amerikanen.
Amy Sherald (1973) is een zwarte kunstenaar die erom bekendstaat de Afrikaans-Amerikaanse geschiedenis op subtiele wijze een centrale plaats te geven in haar werk.
Michelle Obama is ook afgebeeld in een gestreept Milly-topje op 17 januari 2017, haar laatste verjaardag in het Witte Huis, terwijl ze een laatste wandeling door het gebouw maakte.
In 2019 verkochten Smith en Oshrin Milly aan kledingbedrijf S. Rothschild & Co.

### Na Milly
In 2020 lanceerde Smith een direct-to-consumer modemerk genaamd Michelle Smith. De nieuwe lijn is informeler dan Milly – een reactie, aldus Smith, op de nieuwe nadruk op comfort tijdens de coronapandemie toen er weinig behoefte was aan kantoor- of gelegenheidskleding – maar maakt gebruik van hoogwaardige materialen en details. Ze is van plan jaarlijks twee collecties te ontwerpen.

## Persoonlijk leven
De partner van Smith is de fitnesstrainer en auteur Stacey Griffith. Zij was eerder getrouwd met Andrew Oshrin, met wie ze Milly oprichtte. Ze trouwden in 2003 en kregen samen twee kinderen voordat ze in 2017 uit elkaar gingen en in 2019 gingen scheiden.